# 丹麥同性婚姻
2012年6月7日丹麦国会投票通过同性婚姻法案，该法案于6月12日得到御准，並於6月15日生效。丹麦成为全球第11个同性婚姻合法的国家。此法案並不涵蓋格陵蘭（格陵蘭議會已於2015年通過同性婚姻法案，同年10月1日生效）及法羅群島。在此之前，丹麥只承認同性註冊伴侶關係。

## 同性註冊伴侶關係
1989年6月7日，丹麥通過法律承認同性註冊伴侶（丹麥語：registreret partnerskab）關係，並於同年10月1日生效，成為第一個認可同性結合的國家。1996年法律延伸至格陵蘭並於1999年修改。註冊伴侶的內涵幾乎等同於婚姻。註冊伴侶的所有財務權益及責任幾乎同異性婚姻一樣，以下兩項除外：
- 婚姻關係所指明的性別（一男一女）不適用於註冊伴侶關係
- 除了所有簽名同意，國際條約規定並不適用。

脫離註冊伴侶關係的程序與異性離婚一樣。註冊伴侶必須符合以下一種居住要求才可登記註冊：（1）其中一人必須是丹麥公民並居住在丹麥，或（2）雙方在丹麥居住超過兩年。芬蘭、冰島及挪威公民可被視為丹麥公民以符合居住要求。司法部長可下令承認由來自與丹麥有相似法律國家的人為丹麥公民。
2009年3月17日，丹麥議會公佈法案允許註冊同性伴侶共同領養孩子，2010年5月4日，法案通過並於7月1日生效。

## 同性婚姻
雖然丹麥是第一個認可同性結合的國家，但卻沒有像其他北歐國家般熱烈討論將同性婚姻合法化，尤其冰島、挪威及瑞典已將同性婚姻合法化。
丹麥政黨中，社會自由黨最支持同性婚姻。2006年，5名社會自由黨議員通過決議要求政府草擬性別中立婚姻法案。議會辯論決議後，保守派政府執政聯盟成員反對。家庭部長Carina Christensen認為，除了不能在教堂結婚外，註冊伴侶關係所享有的權益己與婚姻關係一樣，故不需要訂立性別中立婚姻法案。除了社會自由黨外，其他左翼政黨、如紅綠聯盟、社會人民黨及社會民主黨也支持該決議。
2008年1月，社會自由黨平等書記Lone Dybkjær再次呼籲訂立性別中立婚姻法案，但在現任政府聯盟下無望有任何進展。
丹麥中間偏右政黨，曾與保守人民黨組成執政聯盟的自由黨成員，哥本哈根市文化及娛樂部長Pia Allerslev及哥本哈根市長Ritt Bjerregaard曾公開支持同性婚姻。
丹麥前首相安德斯·福格·拉斯穆森在任時，雖然個人傾向支持同性婚姻及丹麥國家教會為同性伴侶舉行宗教婚禮，但他堅持這只是作為教會成員的私人意見，不是以首相的身份發言。反對黨社會民主黨批評他對同性婚姻缺乏支持，令丹麥落後於鄰近的斯堪的納維亞半島國家。
2009年7月，一場人權會議在哥本哈根召開，作為世界同志運動會的一部分。會議中，社會人民黨成員Kamal Qureshi強烈支持同性婚姻，他強調，同性婚姻不合法，包括敎會內舉辦的同性婚姻，意味著「丹麥有限制人權的法律」。
2010年6月，國會再次辯論由反對黨提出的同性婚姻草案，所有政府執政聯盟內的執政黨均投票反對草案，包括給予政府信任投票的丹麥人民黨，草案以51票贊成、57票反對被否決。
2011年10月，丹麥新的中間偏左政府內的性別平等部及教會事務部長Manu Sareen宣佈計劃在2012年春天將丹麥同性婚姻合法化。新修訂的婚姻法草案將在新年左右提出。
2012年1月18日，政府公布了两个法律草案。一个法案引入了性别中立的婚姻定义，并允许同性伴侣在民事登记处或可在丹麦教会结婚。此前登记的同性伴侣关系也可转为婚姻关系。法案将允许个别牧师谢绝但须介绍他人主持同性婚礼。其他宗教社团也将允许举办同性婚礼，但不会强制这样做。
2012年3月14日，政府向议会提交两项法案。6月7日以85-24投票通过了同性婚姻法案，同性伴侣最早可从6月15日起在教堂或登记处合法结婚，此前登记的同性伴侣关系也可转为婚姻关系。

## 外部連結
- The Registered Partnership Act
- The Formation and Dissolution of Marriage Act (common marriage act)
- The Evangelical Lutheran Church In Denmark & Homosexuality（页面存档备份，存于）